# Alloteratura hebardi
Alloteratura hebardi är en insektsart som beskrevs av Andrej Vasiljevitj Gorochov 1998. Alloteratura hebardi ingår i släktet Alloteratura och familjen vårtbitare. Inga underarter finns listade i Catalogue of Life.